# Аз (местоимение)
Вижте пояснителната страница за други значения на Аз.
Аз е лично местоимение в първо лице, единствено число, именителен падеж.
Обозначава говорещото лице, като олицетворява говорещия и деятеля в неговата автореферентна функция като обект.

## Произход на думата
От старобългарската азъ, от протославянската (j)ãzъ, от протоиндоевропейската eǵHóm. Диал. се среща и като яз, язе, ази.